# Gonzales (California)
Gonzales, fundada en 1947, es una ciudad ubicada en el condado de Monterrey en el estado estadounidense de California. En el año 2006 tenía una población de 8647 habitantes y una densidad poblacional de 2033,8 personas por km².

## Geografía
Gonzales se encuentra ubicada en las coordenadas 36°30′24″N 121°26′40″O / 36.50667, -121.44444. Según la Oficina del Censo, la ciudad tiene un área total de 3,7 km² (1,4 mi²), de la cual 3,6 km² (1,4 mi²) es tierra y 0,1 km² (0 mi²) (0%) es agua.

## Demografía
Según la Oficina del Censo en 2000 los ingresos medios por hogar en la localidad eran de $41 582, y los ingresos medios por familia eran $41 773. Los hombres tenían unos ingresos medios de $31 743 frente a los $27 115 para las mujeres. La renta per cápita para la localidad era de $12 438. Alrededor del 20,2% de la población estaban por debajo del umbral de pobreza.